# 릴리언 로스

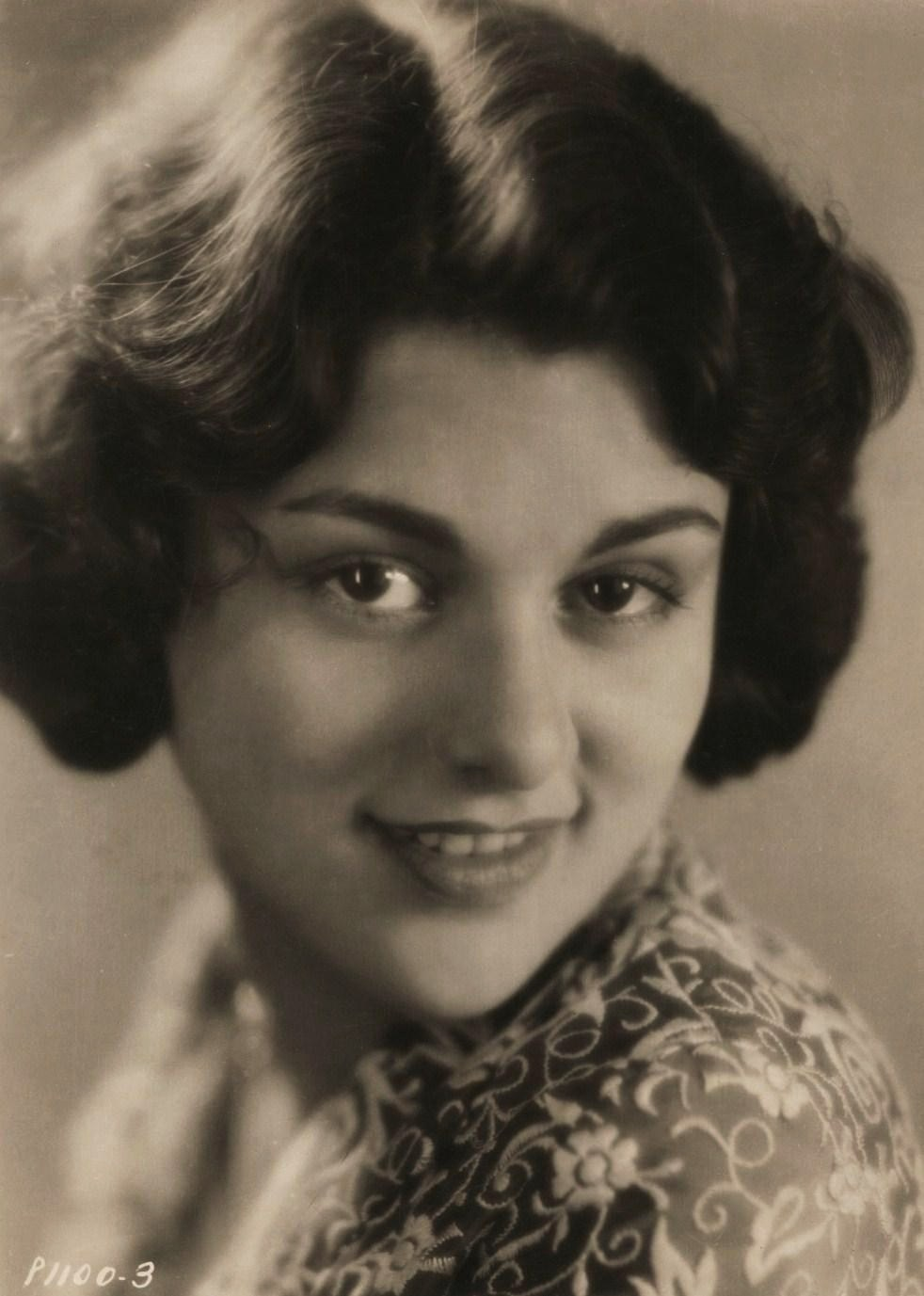

릴리언 로스(Lillian Roth, 1910년 12월 13일 ~ 1980년 5월 12일)는 미국의 배우, 가수, 영화배우, 연극 배우이다.
보스턴에서 태어났으며 뉴욕에서 사망하였다. 사인은 뇌출혈이다.

## 영화
- 나잇-플라워스 (1979년)
- 커뮤니언 (1976년)
- 크라이 투마로우 (1955년)
- 파라마운트 온 퍼레이드 (1930년)
- 마담 사탄 (1930년)
- 베가본드 킹 (1930년)
- 파티 대소동 (1930년)
- 러브 퍼레이드 (1929년)